# Atol das Rocas

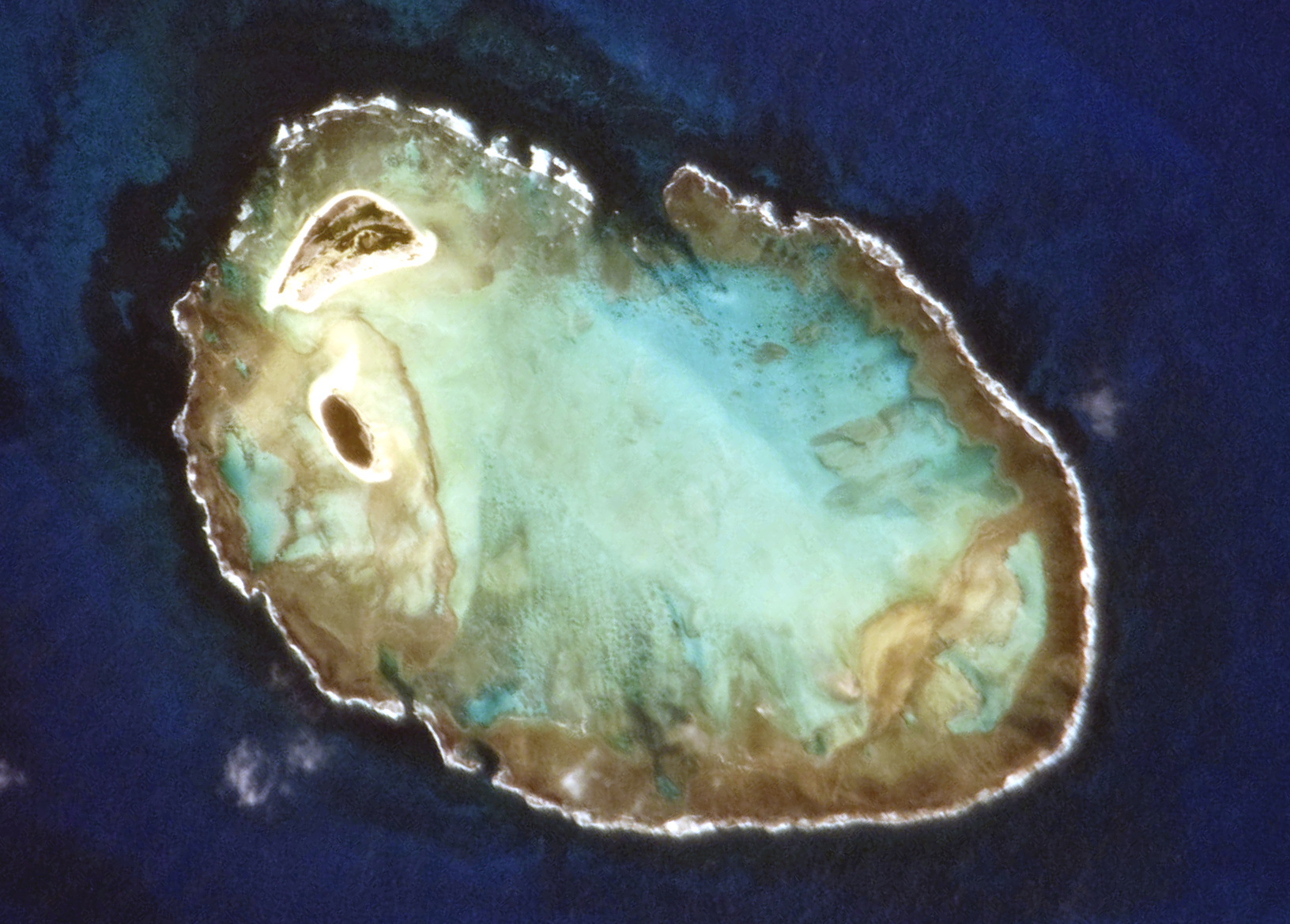
Flygbild av Atol das Rocas.

Atol das Rocas är en atoll i södra Atlanten. Den tillhör delstaten Rio Grande do Norte i Brasilien
Atollen har en oval form och är 3,7 km lång och 2,5 km bred. Lagunen är upp till 6 meter djup och täcker en 7,5 km² stor yta. Landarealen (två småöar på västra sidan: Ilha do Farol och Ilha do Cemitério) är sammanlagt 0,36 km². Den högsta punkten är en 6 meter hög sanddyn på södra delen av den större ön Farol. Båda småöarna är övervuxna med gräs, buskar och några få palmer. Här finns krabbor, spindlar, sandloppor, skalbaggar, stora kackerlackor och ett antal fågelarter.

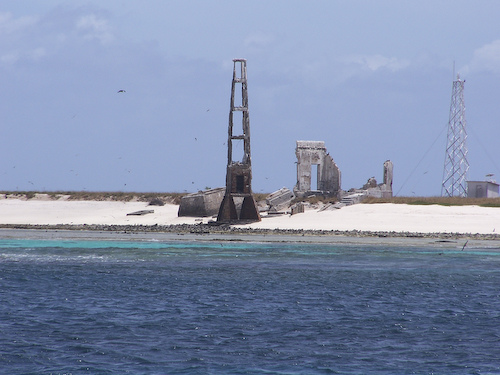
Det övergivna fyrtornet från 1935 (mitten) och det nya från 1967 (till höger).

På Farols norra del ligger ett fyrtorn som tillhör Brasiliens kustbevakning och har varit i drift sedan 1967. Alldeles intill ligger ett övergivet fyrtorn från 1935.
Atol das Rocas och vattnet omkring är idag ett 320 km² stort marinbiologiskt reservat. Sedan år 2001 klassas reservatet tillsammans med ön Fernando de Noronha som ett världsarv. Ett otal sköldpaddor, hajar, delfiner och fåglar lever i området. Atollen består i huvudsak av koraller och rödalger. Korallringen är nästan sluten med en 200 meter bred kanal på norra sidan och en mycket smalare kanal på västsidan.